# Кири-Кили
Кири́-Кили́ (Кирикили́, ног. Кыркуьйли) — бывший ногайский посёлок в составе Ленинского района Астрахани. Расположен на восточной окраине города, вытянут вдоль берега реки Кривая Болда. Известен как место компактного проживания ногайцев-карагашей. 
Название посёлка происходит от ногайск. «кырк уьй», что означает «сорок домов»: число 40 в ногайской культуре считается священным и иногда обозначает множественность. По другой версии название происходит от ногайского слова «куркуй» — «метёлка камыша».

## История
По утверждению старожилов, основан на рубеже XIX-XX веков выходцами сел Хожетаевка, Сеитовка, Лапас и Ясын-Сокан Красноярского уезда Астраханской губернии. До революции относился к Началовской волости Астраханского уезда. С 1922 году — в составе Янгоаульского сельсовета. В мае 1940 года включён в городскую черту Астрахани.
С центром города посёлок Кири-Кили связан автобусом № 23 и маршрутным такси № 37.